# 木村重茲
木村重茲（？—1595年8月20日）是安土桃山時代的武將、大名。豐臣氏家臣。別名定光、重隆、重高，通稱隼人正、常陸介。兒子有高成、重成。父親是木村定重。妻子是宮內卿局。是千利休的弟子之一。立功甚多，受到豐臣秀吉十八萬石之封，因勸諫豐臣秀吉勿誅殺豐臣秀次，被視為秀次同黨，被賜死。

## 生平
天正11年（1583年），因為父親死去而繼承家督。在同年的賤岳之戰中在羽柴秀吉（豐臣秀吉）的一方参戰，擔任近江堂木山砦的守將。天正12年（1584年）的小牧長久手之戰亦有参加，因為這次功績而在天正13年（1585年）受到秀吉賜予越前國府中（現今福井縣越前市）12萬石。
在天正15年（1587年）參加九州征伐。在天正18年（1590年）小田原征伐中擔任豐臣軍的先鋒，立下攻略武藏岩槻城的武功。接著在奥州仕置中負責出羽國的檢地，在葛西大崎一揆征伐中跟隨豐臣秀次並立下武功。由此時開始成為秀次的家老。在文祿元年（1592年）的文祿之役中率領3千5百兵力渡海前往朝鮮。
這些軍功受到秀吉讚賞，於是加增移封山城國淀地18萬石。但是在文祿4年（1595年）秀吉栽贓秀次打算謀反，將要誅殺秀次，重茲為秀次辯護，被秀吉當成秀次的同黨受到株連，在同年7月15日（8月20日）被命令在攝津國茨木的大門寺切腹自殺。戒名是常照院殿重高大居士。大門寺保存著染血的衣服，亦有被記為「常陸大明神」的墓碑。長男高成（重武、重光、志摩守）亦在法花堂切腹並被梟首，女兒亦被處以磔刑（『兼見卿記』）。
兒子木村重成（有異説）因為還年幼而沒有被問罪，之後仕於豐臣秀賴，在慶長20年（1615年）的大坂夏之陣中戰死。墓所在大阪府茨木市的大門寺。
還有在朝鮮征伐時期，於日本國內最前線的肥前名護屋城有「木村重隆陣屋跡」留下。

## 外部連結
- 木村重隆 （页面存档备份，存于）